# Plivot
Plivot est une commune française, située dans le département de la Marne en région Grand Est. Installée sur l'axe routier reliant Épernay et Châlons-en-Champagne, elle s'étend sur 1 260 hectares. Elle est traversée par les Tarnauds, rivière qui passe au nord du village.
Bourg rural de l'aire d'attraction d'Épernay, Plivot est membre de la communauté d'agglomération Épernay, à qui elle a transféré un certain nombre de compétences (notamment en matière d'eau et de déchets).
Son emplacement, entre plaine et vallée de la Marne, fait de ce village un lieu de passage privilégié dès la préhistoire. Centre agricole de la Champagne crayeuse depuis l'Antiquité, son développement urbain évolua sur le modèle du village-rue. À partir des années 1970, du fait de la périurbanisation, la commune réussit à enrayer l'exode rural qui s'y était amorcé dès la deuxième moitié du XIXe siècle.
Au dernier recensement de 2022, la commune comptait 751 habitants appelés Plivotiers et Plivotières.
Son patrimoine architectural comprend notamment son église Saint-Quentin et ses monuments aux morts. Son patrimoine naturel comprend quant à lui une zone naturelle d'intérêt écologique, faunistique et floristique, celle des « boisements, gravières, prairies et cours d'eau de Cherville à Plivot et Bisseuil », ainsi que le site du Gué du Pré Salé.

## Géographie

### Localisation
Plivot est localisée au centre-ouest du département de la Marne. Elle se trouve à la jonction entre la vallée de la Marne, rivière qui s'écoule à deux kilomètres au nord du village sur le territoire d'Aÿ-Champagne, et la plaine de la Champagne crayeuse.
La commune s'étend sur 1 260 hectares. La vallée de la Marne occupe environ le quart nord du territoire communal, le reste du territoire étant occupé par la plaine champenoise, au sud. Au loin, la commune est dominée au nord par la montagne de Reims et à l'ouest par la côte d'Île-de-France (aussi appelée montagne d'Avize ou plateau de la Brie champenoise).
Par la route, Plivot se situe à 24 km de Châlons-en-Champagne, préfecture de la Marne, à 37 km de Reims (via D 951), plus grande ville du département, et à 9,5 km d'Épernay. Épernay est la sous-préfecture de rattachement de Plivot, le bureau centralisateur du canton d'Épernay-2 dont dépend la commune depuis 2015 ainsi que le centre du bassin de vie auquel Plivot appartient.
Les communes limitrophes de Plivot sont Aÿ-Champagne (communes déléguées de Mareuil-sur-Ay et Bisseuil) et Tours-sur-Marne au nord, Athis à l'est, Les Istres-et-Bury et Flavigny au sud, Oiry à l'ouest. Plivot est contiguë au nord du parc naturel régional de la Montagne de Reims.
| Aÿ-Champagne (Mareuil-sur-Ay) | Aÿ-Champagne (Bisseuil) | Tours-sur-Marne |
| Oiry                          | Plivot                  | Athis           |
| Flavigny                      | Les Istres-et-Bury      | Athis           |

### Géologie et relief

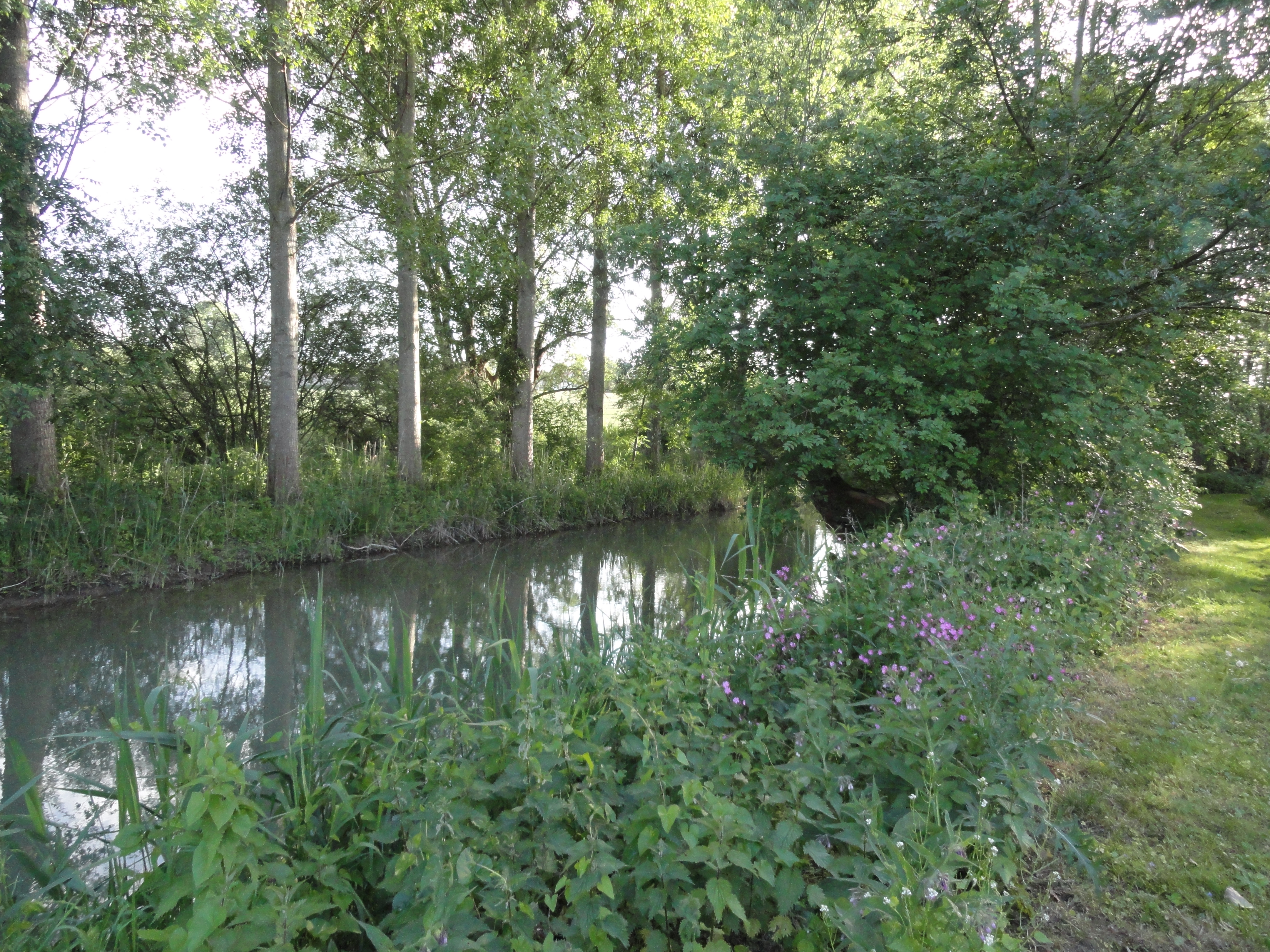
Les Tarnauds, au nord du village.

Plivot appartient à la région géologique de la Champagne crayeuse, à l'ouest du bassin sédimentaire parisien. Elle repose sur de la craie datant du Crétacé supérieur. Cette roche s'est formée à partir des restes calcaires de micro-organismes de plancton datant de cette époque. La craie blanche est friable ce qui explique que la topographie locale se compose de collines de faible altitude et de vallons. La porosité de la craie a permis en Champagne la constitution d'une nappe d'eau qui s'étend sur 9 700 km2. Cette « nappe de la craie » est la principale alimentation des cours d'eau notamment.
La rivière Les Tarnauds, qui passe au nord du village, forme une vallée dans la partie septentrionale de la commune. C'est là que le relief est le moins élevé, entre 70 et 75 m. L'altitude augmente vers le sud, où les champs dominent le paysage, pour atteindre 88 m à l'aérodrome puis 99 m, au sud-ouest du territoire, au lieu-dit la Haie Jean du Baizil, ce qui représente son altitude maximale. À noter que le Mont Fiéry, qui culmine à 94 m au finage avec Les Istres-et-Bury, est la seule borne géodésique de la commune.

### Hydrographie
La commune est dans la région hydrographique « la Seine de sa source au confluent de l'Oise (exclu) » au sein du bassin Seine-Normandie. Elle est drainée par les Tarnauds,.
La rivière Les Tarnauds prend sa source sur le territoire de Jâlons et parcourt 19,1 km avant de se jeter dans la Marne, après avoir traversé huit communes. Elle traverse la commune d'est en ouest en provenance d'Athis. Ses abords étaient autrefois consacrés à l'élevage comme l'indiquent le nom des lieux-dits : la Grande Pâture, la Pâture, la Pâture Chaufour, la Pâture Sivry et le Pré Salé ; ils sont aujourd'hui recouverts de bois de feuillus.
La commune compte en outre deux étangs, correspondant à d'anciennes carrières, au lieu-dit la Pâture Chaufour.

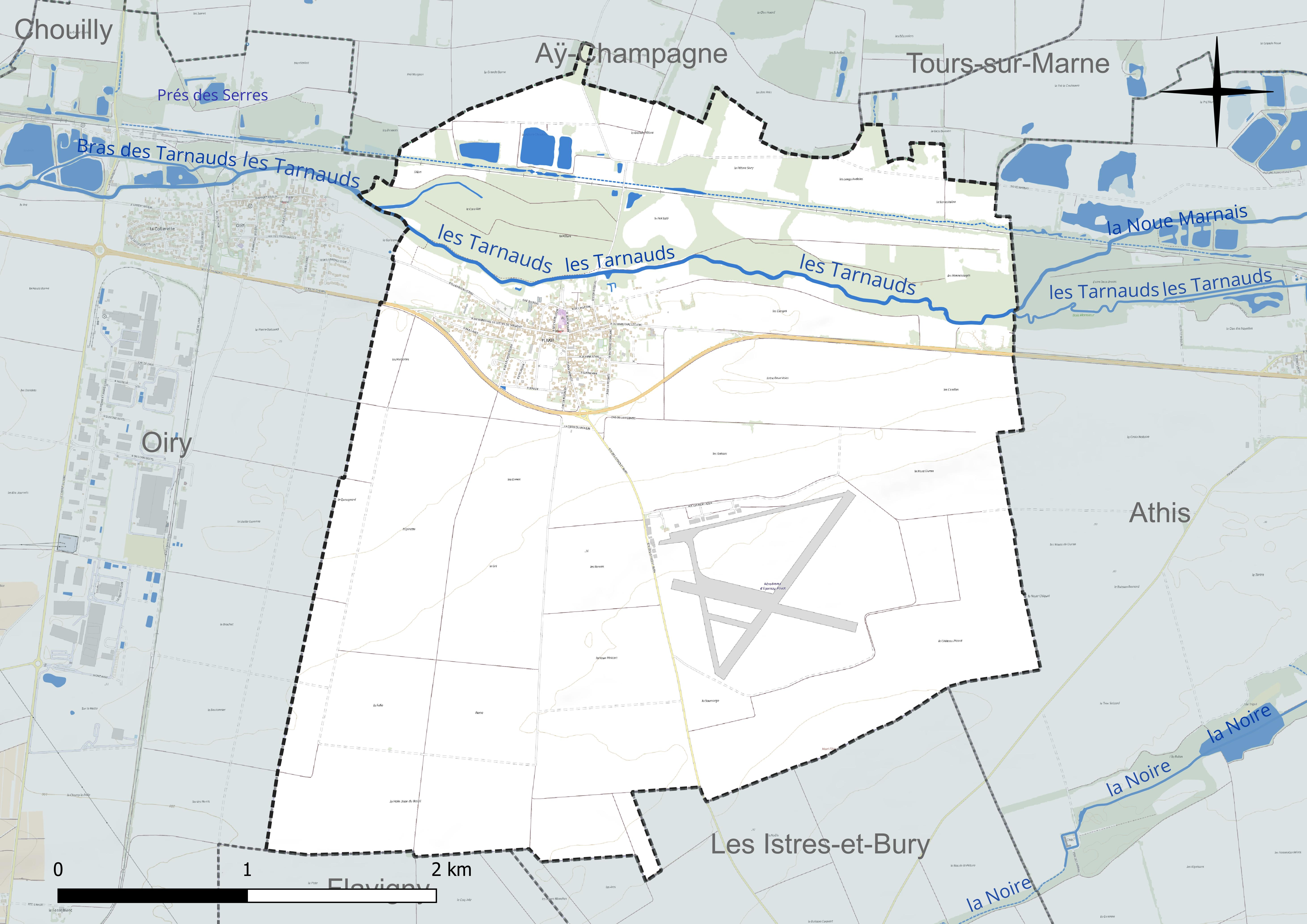
Réseau hydrographique de Plivot.

### Climat
Pour des articles plus généraux, voir Climat du Grand Est et Climat de la Marne.
En 2010, le climat de la commune est de type climat océanique dégradé des plaines du Centre et du Nord, selon une étude du Centre national de la recherche scientifique s'appuyant sur une série de données couvrant la période 1971-2000. En 2020, Météo-France publie une typologie des climats de la France métropolitaine dans laquelle la commune est exposée à un climat océanique altéré et est dans la région climatique  Nord-est du bassin Parisien, caractérisée par un ensoleillement médiocre, une pluviométrie moyenne régulièrement répartie au cours de l’année et un hiver froid (3 °C). 
Pour la période 1971-2000, la température annuelle moyenne est de 10,4 °C, avec une amplitude thermique annuelle de 15,6 °C. Le cumul annuel moyen de précipitations est de 685 mm, avec 11,6 jours de précipitations en janvier et 7,9 jours en juillet. Pour la période 1991-2020, la température moyenne annuelle observée sur la station météorologique de Météo-France la plus proche, « Chouilly », sur la commune de Chouilly à 4 km à vol d'oiseau, est de 11,4 °C et le cumul annuel moyen de précipitations est de 668,9 mm. 
La température maximale relevée sur cette station est de 40,3 °C, atteinte le 25 juillet 2019 ; la température minimale est de −12,3 °C, atteinte le 5 février 2012,,. 
Les paramètres climatiques de la commune ont été estimés pour le milieu du siècle (2041-2070) selon différents scénarios d'émission de gaz à effet de serre à partir des nouvelles projections climatiques de référence DRIAS-2020. Ils sont consultables sur un site dédié publié par Météo-France en novembre 2022.

### Milieux naturels et biodiversité
Plivot compte une zone naturelle d'intérêt écologique, faunistique et floristique (ZNIEFF) de type I, la ZNIEFF des « boisements, gravières, prairies et cours d'eau de Cherville à Plivot et Bisseuil » qui s'étend sur près de 800 hectares entre la Marne (au nord) et Les Tarnauds puis la Noire (au sud). Ses forêts sont constituées d'aulnaies-frênaies et de peupleraies, particulièrement présentes autour des Tarnauds. Ses prairies, semées de fétuque faux-roseau, abritent quelques espèces protégées telles la gratiole officinale et la violette élevée. Ces prairies sont menacées par l'agriculture, dont l'expansion a conduit à réduire sensiblement la taille de la ZNIEFF en 2003. Sur les rivières de la ZNIEFF ou dans les anciennes gravières transformées en étangs privés, les groupements aquatiques flottants ou semi-immergés accueillent l'utriculaire vulgaire ou la renoncule aquatique. À proximité de la Marne ou au sud du chemin de fer, on trouve des marécages (roselières, cariçaies, etc.). Ces zones sont également menacées, par le développement des peupleraies. Grâce à ces différents milieux, la ZNIEFF connaît une avifaune riche. Parmi les espèces rares qui y nichent, on peut notamment citer la locustelle luscinioïde, la pie-grièche écorcheur, le râle des genêts ou la sterne pierregarin.
Le nord de la commune, dont la ZNIEFF des « boisements, gravières, prairies et cours d'eau de Cherville à Plivot et Bisseuil », est inclus dans la ZNIEFF de type II de la « vallée de la Marne de Vitry-le-François à Épernay ». Cette dernière s'étend sur plus de 13 000 hectares entre ceux deux villes et comprend sept ZNIEFF de type I représentant « les milieux les plus remarquables et les mieux conservés de cette partie de la vallée ».

## Urbanisme

### Typologie
Au 1er janvier 2024, Plivot est catégorisée bourg rural, selon la nouvelle grille communale de densité à sept niveaux définie par l'Insee en 2022.
Elle est située hors unité urbaine. Par ailleurs la commune fait partie de l'aire d'attraction d'Épernay, dont elle est une commune de la couronne,. Cette aire, qui regroupe 44 communes, est catégorisée dans les aires de 50 000 à moins de 200 000 habitants,.

### Occupation des sols
L'occupation des sols de la commune, telle qu'elle ressort de la base de données européenne d’occupation biophysique des sols Corine Land Cover (CLC), est marquée par l'importance des territoires agricoles (78,7 % en 2018), une proportion sensiblement équivalente à celle de 1990 (79,1 %). La répartition détaillée en 2018 est la suivante : terres arables (78,7 %), forêts (10,4 %), zones industrielles ou commerciales et réseaux de communication (6,3 %), zones urbanisées (4,6 %).
Le territoire de Plivot est ainsi majoritairement occupé par les grandes cultures de la Champagne crayeuse, au sud de son territoire. Les rares forêts se trouvent au nord de la commune, dans la plaine alluviale de la Marne. Ces espaces boisés sont principalement dédiées à la culture de peupliers, à vocation commerciale.
L'évolution de l’occupation des sols de la commune et de ses infrastructures peut être observée sur les différentes représentations cartographiques du territoire : la carte de Cassini (XVIIIe siècle), la carte d'état-major (1820-1866) et les cartes ou photos aériennes de l'IGN pour la période actuelle (1950 à aujourd'hui).

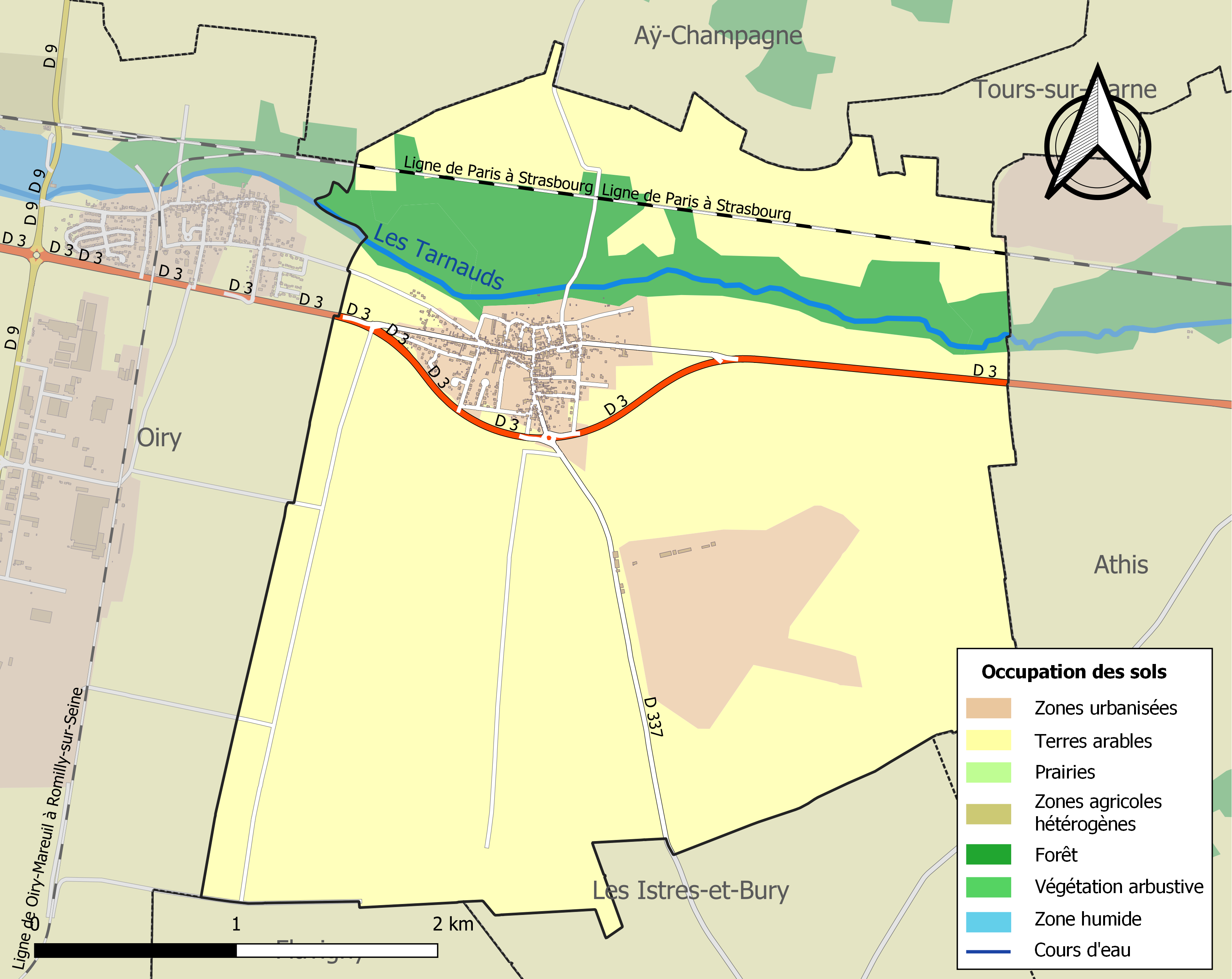
Carte des infrastructures et de l'occupation des sols de la commune en 2018 (CLC).

### Morphologie urbaine

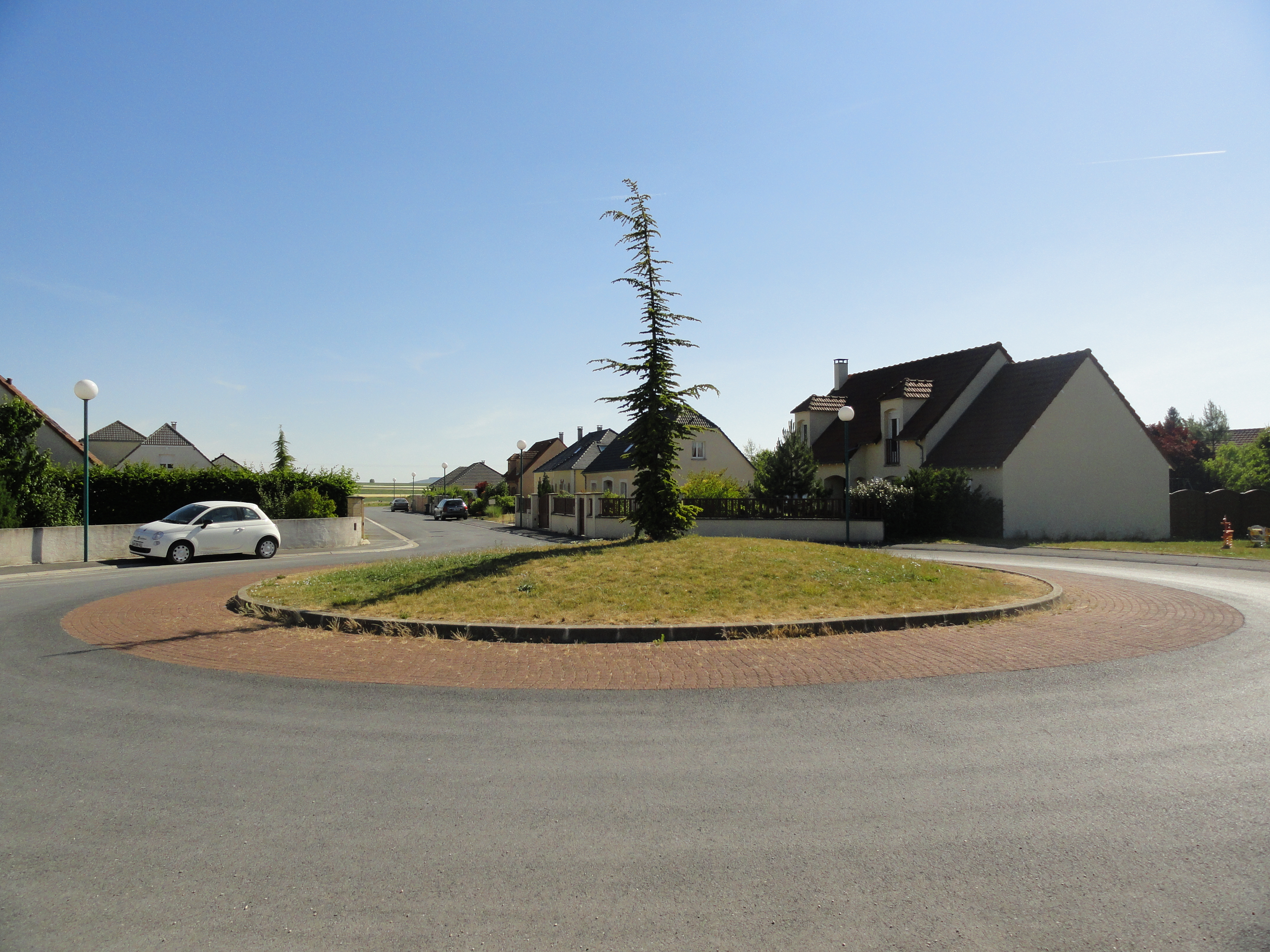
Un quartier pavillonnaire récent au sud du village.

Plivot a été fondée dans une avancée de la vallée de la Marne sur la plaine de la Champagne crayeuse. Cette localisation lui permet de se protéger des vents de la plaine et de limiter l'impact des inondations.
Le bourg s'est développé selon le modèle du village-rue, principalement autour de l'axe majeur est/ouest que formait l'ancienne route nationale 3 (actuelles rue du Maréchal de Lattre de Tassigny et rue du Maréchal Leclerc) et dans une moindre mesure l'axe nord/sud (rue Jean Mermoz et rue du Pont),. Le bâti ancien est en grande partie influencé par la géologie locale, avec l'utilisation de la craie ainsi que, pour les encadrements, de la pierre de taille calcaire et de la brique,. Il est composé de nombreuses fermes mêlant habitation, bâtiment d’élevage et bâtiments de stockage agricole, dont l'implantation est généralement à l'alignement par rapport à la rue.
Des premières maisons pavillonnaires sont construites après la Seconde Guerre mondiale. Dans les années 1970, la route nationale 3 est déviée au sud de la commune. À la même époque, la commune modernise ses réseaux d'eau et d'assainissement et crée des trottoirs. Des premiers lotissements pavillonnaires sortent de terre. En raison de l'arrivée – entre autres – de néoruraux, l'habitat pavillonnaire repousse les limites du village jusqu'à ce contournement routier, qui limite désormais l'urbanisation, en mitant champs et pâturages. Ces constructions et lotissements se poursuivent au cours des décennies suivantes. Le nombre de logements est ainsi multiplié par deux entre 1975 (143) et le début des années 2000 (285 en 2006).

### Planification
Les règles d'urbanisme sur le territoire de Plivot sont déterminées par le schéma de cohérence territoriale d'Épernay et sa Région (SCoTER) approuvé le 5 décembre 2018 et par le plan local d'urbanisme (PLU) de la commune approuvé par délibération du 27 septembre 2019.
Le plan d'urbanisme adopté en 2019 succède à un plan d'occupation des sols approuvé en 1985 et révisé en 2000.

### Habitat et logement
En 2022, Plivot compte 338 logements. Ces logements sont à 91 % des maisons ; la commune comptant 31 appartements. En raison de la prévalence des maisons, les résidences principales de Plivot disposent en moyenne de 5,1 pièces (5,3 pour les maisons et 3,1 pour les appartements).
La commune accueille par ailleurs 24 logements sociaux (18 appartements et 6 maisons) construits entre 1998 et 2008.
Le tableau ci-dessous présente une comparaison de quelques indicateurs chiffrés du logement pour Plivot, la communauté d'agglomération d'Épernay, le département de la Marne et la France entière :
|                                                            | Plivot | Agglo  | Marne   | France     |
| ---------------------------------------------------------- | ------ | ------ | ------- | ---------- |
| Ensemble des logements                                     | 338    | 26 172 | 302 456 | 37 527 880 |
| Part des résidences principales (en %)                     | 92,9   | 85,8   | 87,5    | 82,3       |
| Part des résidences secondaires (en %)                     | 1,7    | 4,3    | 3,5     | 9,7        |
| Part des logements vacants (en %)                          | 5,4    | 9,8    | 9,0     | 8,0        |
| Part des propriétaires de leur résidence principale (en %) | 82,7   | 76,9   | 52,4    | 57,5       |

À Plivot, en 2022, 92,9 % des logements sont des résidences principales, 1,7 % des résidences secondaires et 5,4 % des logements vacants. Par ailleurs, 82,7 % des ménages sont propriétaires de leur résidence principale. Plivot se démarque alors par une faible proportion de résidences secondaires et logements vacants ainsi que par un nombre supérieur à la moyenne de ménages propriétaires de leur résidence principale.
Parmi les 300 résidences principales construites avant 2020, 12,8 % avaient été construites avant 1919, 7,2 % entre 1919 et 1945, 8,2 % entre 1946 et 1970, 27,3 % entre 1971 et 1990, 30 % entre 1991 et 2005 et 14,5 % entre 2006 et 2019.
Le tableau ci-dessous présente l'évolution du nombre de logements sur le territoire de la commune, par catégorie, depuis 1968 :
|                        | 1968 | 1975 | 1982 | 1990 | 1999 | 2006 | 2011 | 2016 | 2022 |
| ---------------------- | ---- | ---- | ---- | ---- | ---- | ---- | ---- | ---- | ---- |
| Résidences principales | 123  | 130  | 156  | 184  | 233  | 274  | 293  | 306  | 314  |
| Résidences secondaires | 3    | 3    | 6    | 2    | 3    | 0    | 0    | 2    | 6    |
| Logements vacants      | 7    | 10   | 8    | 6    | 1    | 11   | 16   | 21   | 18   |
| Total                  | 133  | 143  | 170  | 192  | 237  | 285  | 309  | 328  | 338  |

### Voies de communication et transports

#### Voies routières

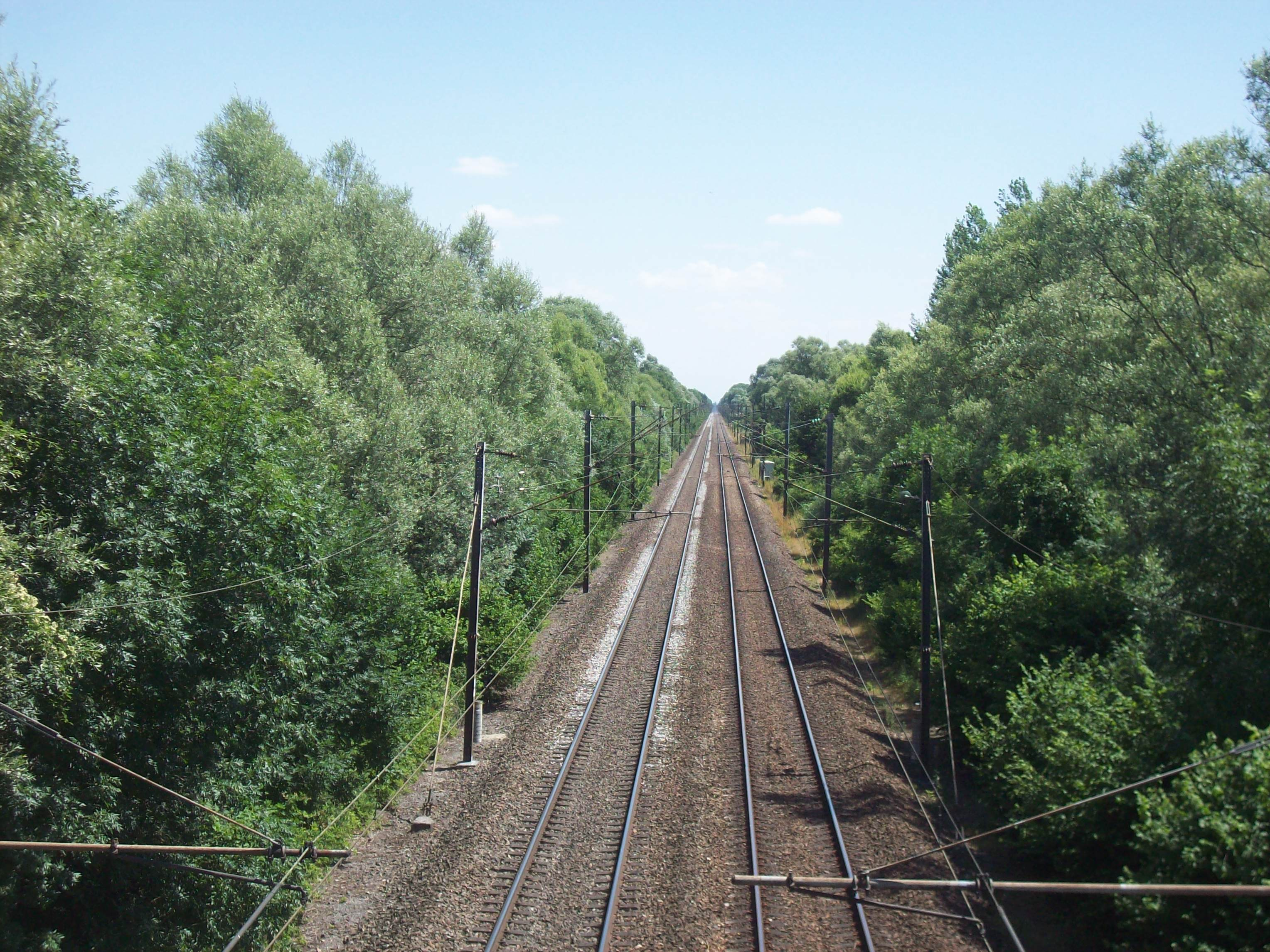
La ligne Paris-Strasbourg à Plivot.

La principale voie de communication de la commune est l'ancienne route nationale 3, déclassée en départementale en 1972. Devenue la D 3, elle relie Épernay à Châlons-en-Champagne et contourne le village par le sud. Une deuxième route départementale, la D 337, va de Plivot aux Istres-et-Bury. Les autres routes sont à caractère communal ou vicinal.
L'embranchement autoroutier le plus proche se situe à environ vingt kilomètres. Il s'agit de la sortie  17 à proximité de Fagnières menant à l'A26.
L'automobile a une place importante dans les déplacements. Ainsi, en 2022, 95,9 % des ménages de la commune disposent d'au moins une voiture (dont 67,1 % comptent deux voitures ou plus) et 91,2 % des actifs se rendent sur leur lieu de travail en voiture ou en camion.

#### Transports en commun
Membre de la communauté d'agglomération Épernay, Coteaux et Plaine de Champagne, Plivot bénéficie du service de transport à la demande (TAD) du réseau Mouvéo. La commune dispose d'un arrêt (Plivot Centre) sur la ligne G entre Athis et Épernay, qui propose en 2025 deux allers et deux retours par jour (du lundi au samedi hors jours fériés). En 2010, le village était également desservi — à hauteur de treize arrêts quotidiens — par les cars de la STDM (Société des Transports Départementaux de la Marne), sur la ligne Épernay-Châlons. Cette ligne n'est plus en activité en 2025.
Bien que la ligne ferroviaire de Paris à Strasbourg traverse le nord de la commune, Plivot ne possède pas de gare. Pour se rendre en train à Plivot, il faut descendre à la gare d'Épernay (à 9 km) ou à la gare d'Ay (à 8 km) sur la ligne d'Épernay à Reims.

#### Transport aérien

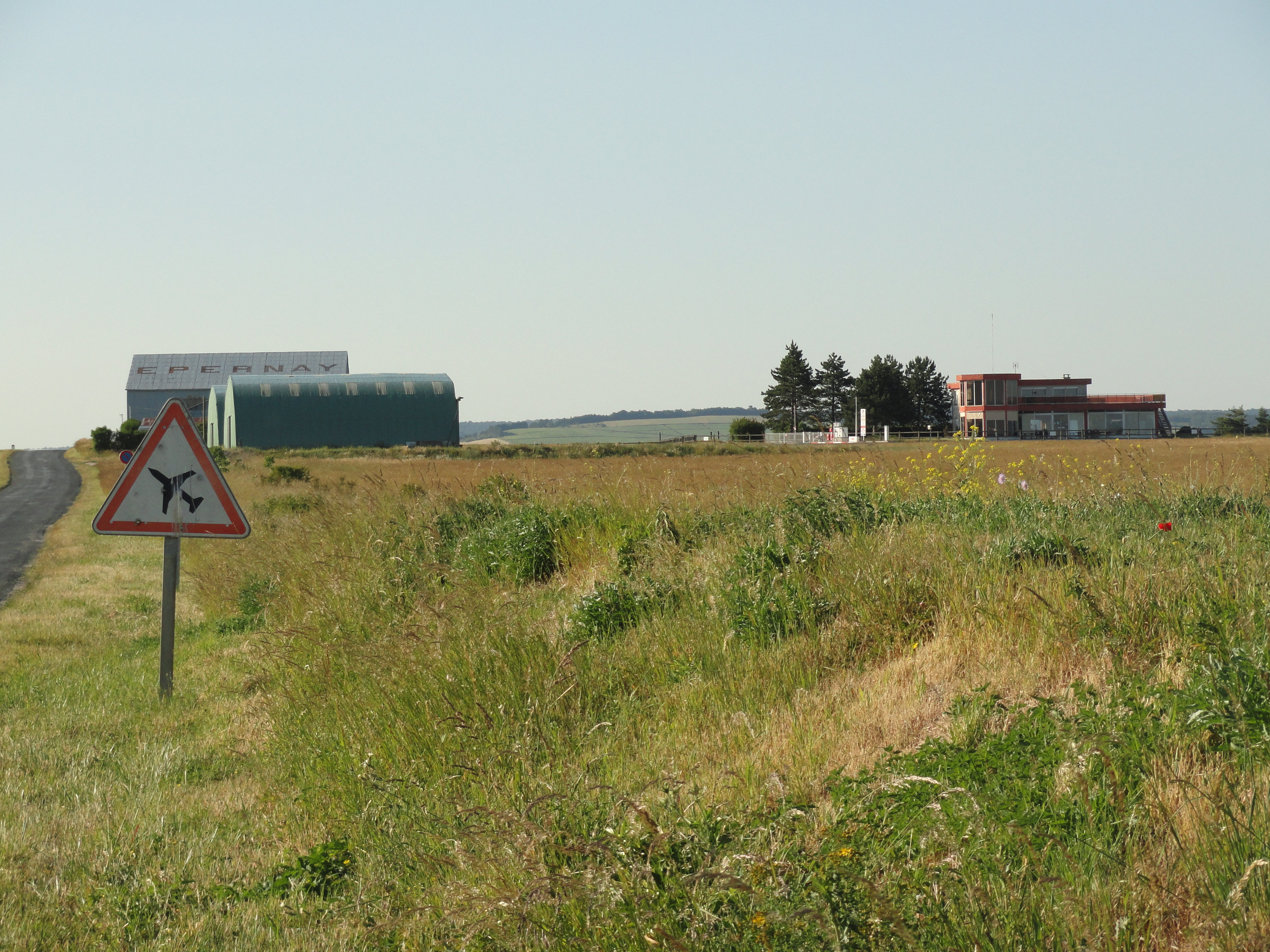
L'aérodrome de Plivot.

L'aérodrome d'Épernay - Plivot (ou plutôt « aérodrome de Plivot » depuis 2006) se situe sur le territoire communal. Il possède deux pistes enherbées, à une altitude de 88 m. Il porte le code OACI LFSW.
L'aérodrome est orienté vers le tourisme et les sports aériens, ce qui explique que l'aéro-club d'Épernay-Plivot Les Ailes Sparnaciennes, en soit le gestionnaire.

### Risques naturels et technologiques
Le territoire de Plivot est vulnérable à différents risques naturels et technologiques. La commune est dans l'obligation d'élaborer et publier un document d'information communal sur les risques majeurs ainsi qu'un plan communal de sauvegarde.
La commune est concernée par le risque d'inondation, y compris par remontée de nappe. Elle est comprise dans le périmètre du plan de prévention des risques naturels inondations par débordement de la Marne sur le secteur d'Épernay approuvé en 2017. Elle a fait l'objet de plusieurs arrêtés reconnaissant l'état de catastrophe naturelle pour des inondations et/ou coulées de boue (en 1983, 1999 et 2018). 
Plivot peut être concernée par les risques de mouvements de terrain. La commune est peu affectée par le phénomène de retrait-gonflement des argiles (risque faible), le potentiel radon (risque faible) ou le risque sismique (risque très faible).
Si la commune ne compte pas d'installation industrielle présentant un risque particulier, elle est toutefois concernée par le transport de matières dangereuses en raison de la présence sur le territoire communal de la ligne ferroviaire de Paris à Strasbourg et d'une canalisation de gaz. Plivot est enfin confrontée au risque de rupture de barrage, en cas de rupture de la digue des Grandes Côtes du lac du Der-Chantecoq.

## Toponymie
Plivot est mentionnée pour la première fois au IXe siècle, en tant que Plebeiae, supra Matronam.
Le nom du village est par la suite attesté sous les formes : Pliveium (1100) ; Villa que vocatur Pliviacus (1103) ; Villa que Pleveias dicitur, juxta Marolium castellum (1122) ; Plevesium (1124) ; Plivis (1147) ; Plivyes (1200) ; Plivei (XIIe siècle) ; Pluveiiae (1201) ; Pliveyum (1208) ; Pliveiæ (1216) ; Plevies (1227) ; Pluveiae, Pliveus, Plivuis (1241) ; Plivies, Pliveis, Pleivés (vers 1252) ; Pliviae (1291) ; Pleviae (1302) ; Plivi (1303-1312) ; Pleveys (1311) ; Pleny (1338) ; Pluviæ (1346) ; Plivy (1384) ; Pluvis (1464) ; Plivot (1529) ; Plyvot (1557) ; Plivys (1566) ; Pliny (1580) ; Plevio (1589) ; Pliny-sur-Marne (1666).
Plivot apparaît donc dans sa forme actuelle au début du XVIe siècle. Son origine serait gallo-romaine. Selon Auguste Longnon, il s'agirait d'un diminutif de Plebeiacus, formé à partir d'un nom propre ou d'un surnom et du suffixe -iacus. Selon la commune, Plivot proviendrait d'Ecclesia plebis et ferait ainsi référence à la création d'une paroisse primitive.

## Histoire

### Des origines liées à la Marne
Du fait de sa situation, en bordure de la plaine de la Marne, le territoire plivotier est un lieu de passage depuis plusieurs milliers d'années. Les premières occupations du site remontent à la préhistoire. En effet, une grotte du type de celle de Saran en 1828 de nombreux silex et des traces d'habitats ont été découverts en direction d'Athis.
La toponymie locale révèle une forte occupation romaine. Le nom même de Plivot est l'évolution d' « Ecclesia plebis », référence latine à la création d'une paroisse primitive. Pour certains spécialistes de l'archéologie champenoise, ce terme désigne un groupement de personnes dépendant d'une villa dont l'église fut érigée sous le contrôle de Reims. À noter qu'une deuxième villa a été identifiée au lieu-dit les Cierges (dérivé du nom Romain « Servius »). De nos jours, on trouve à Plivot une impasse de Gratigny dont l'étymologie viendrait de « Gratianus », signifiant « domaine de Gratien ». Autant d'indications de la présence d'établissements agricoles prospères. La communauté se trouvait alors en Belgique Seconde.

### Moyen Âge: de la prospérité à la récession
Plivot est intégré au diocèse de Reims durant l'Antiquité tardive. De cette époque les traces d'un cimetière mérovingien ont été retrouvées au lieu-dit la Garenne (en direction de Oiry).
La majeure partie de son territoire fut ensuite possédée par de puissantes fondations religieuses. Les établissements agricoles ou « villas », fournissent alors vivres et main d'œuvre aux abbayes. Parmi ces dernières, deux nomment en alternance le curé du village, Hautvillers et Saint-Denis de Reims. La première église du village vouée à saint Remy (attestée en 1292) se situait dans l'actuelle rue Jean-Mermoz. Une seconde est érigée sous le patronage de saint Quentin entre la fin du Xe siècle et le milieu du XIe siècle. Annexe de la précédente, elle se voit attribuer une cure entre 1083 et 1096 (du fait de l'archevêque Renauld du Bellay) au profit de l'abbaye Saint-Denis.
Au début du XIIIe siècle, Plivot est une vicomté dépendant de Mareuil-sur-Ay une des châtellenies du Comté de Champagne. Mais à la fin du XIIIe siècle, Gérard de Remi et son épouse – héritière de la seigneurie – ne peuvent loger dans leur maison fortement ruinée, il semble d'ailleurs que la lignée directe s'éteigne à la même période. Le bourg compte alors une vaste exploitation (la ferme St Denis) propriété de l'aumônerie d'office claustral Sainte-Catherine, née en 1200 d'une donation de la Comtesse Béatrix de Roucy, vicomtesse de Mareuil-sur-Ay. L'hôpital de Reims y dispose aussi de biens en 1291 ; les deux institutions dépendent alors de l'abbaye Saint-Denis.
Avec la fin du comté de Champagne, rattaché au royaume de France par le mariage de Jeanne de Champagne et Philippe le Bel, et la perte des avantages accordés aux foires, une lente récession économique s'installe. La guerre de Cent Ans ruina Plivot située sur la route des chevauchées anglaises avec ses cohortes de pillards en 1358, 1373 et 1380, entre autres, toute la vallée de la Marne fut dévastée. Il faut ajouter à cela l'apparition de la famine, liée à un refroidissement général néfaste aux cultures – on parle de petit âge glaciaire pour le climat en vigueur après 1350 – et les ravages de la peste en 1348 qui endeuilla la région d'une manière endémique à nouveau en 1400, 1455, 1483.

### Les temps modernes
Dès la fin du XVe siècle, la Champagne retrouve une certaine richesse : le redoux climatique favorise de meilleures récoltes, l'absence de guerre rassure et le commerce reprend. Les villes et villages de la région se reconstruisent et prospèrent à nouveau, leur population augmenter. Plivot ne fait pas exception et compte 100 feux en 1664 – environ 350 habitants,.
Les guerres de religion n'eurent que peu de conséquences sur le développement du bourg,. La présence protestante entraîna ultérieurement le recrutement d'un maître d'école, présent en 1659, il faut y voir là le résultat de la Contre-Réforme. Si l'agriculture – essentiellement faite de seigle, d'un peu de froment et d'élevage – est durant cette période la principale source de richesse du village, l'artisanat s'y développe. Un relais de poste fonctionne depuis au moins 1612, il assure la messagerie, l'accueil des diligences et améliore les liaisons entre Épernay et Châlons. Quoiqu'inquiétée autour du 25 août 1652 par les troupes de Charles IV de Lorraine qui viennent de brûler presque entièrement Condé-sur-Marne et dévastent tous les villages de la Marne jusqu'à Plivot et Oiry, la population se mobilise à propos d'un autre évènement. En effet, le 9 octobre 1686, Charles-Maurice Le Tellier, archevêque de Reims, se déplace dans le pays pour régler le problème de l'église Saint-Remy. Il décide de la faire démolir du fait de son mauvais état et faute de moyens pour l'entretenir.
Au XVIIIe siècle, Plivot poursuit son extension autour de la route reliant Paris à Strasbourg largement rénovée entre 1744 et 1749. Une maîtresse d'école y est instituée en 1742 afin de prendre en charge les petites filles du village. En 1750, un incendie détruit les combles de l'église Saint-Quentin ainsi que quarante maisons du centre. Le village s'en remet pourtant, à la veille de la Révolution, 426 habitants peuplent une paroisse florissante, qui passe sans trop de mal la période révolutionnaire. Les temps qui suivent sont prospères, il reste de cette époque l'une des premières mairies (1794), le presbytère (XVIIIe siècle) où se tiennent les classes de 1794 à 1812, la nouvelle école bâtie en 1851, les presbytères suivants : celui de 1812 à 1838 puis l'actuel, en service de 1838 à 2002, l'école des filles de 1841 et la place publique de 1862. En 1856, il y avait 539 personnes recensées dans la commune mais le déclin débute. En effet, avec l'industrialisation des villes voisines pourvoyeuses d'emplois et une agriculture en pleine mutation, de nombreux ruraux migrent dans l'espoir d'une vie meilleure en allant travailler dans les ateliers (chemin de fer ou maison de champagne) à Épernay, Châlons, Reims, etc.

### XXeetXXIesiècles
Durant la Première Guerre mondiale, plusieurs escadrilles de l'armée de l'air française stationnent à Plivot, en raison de sa proximité avec le front. Parmi celles-ci on peut citer l'escadrille 19 qui arrive à Plivot le 13 septembre 1918, l'escadrille MF 40 s'y arrête du 20 septembre au 1er octobre et l'escadrille BR 29 est installée sur le terrain de la commune alors que l'armistice est signé, le 11 novembre.
Le 10 mai 1940, l'Allemagne nazie envahit les Pays-Bas, la Belgique, le Luxembourg et la France. Le 12 juin, les Allemands prennent possession de Condé-sur-Marne. Toute la nuit et le lendemain, l'artillerie française – retranchée à notamment à Plivot – tente de récupérer le village et tire alors sur les nazis. Après quatre ans d'occupation, la commune est libérée le 28 août 1944.
À partir des années 1970, la commune rurale de Plivot se transforme progressivement en commune périurbaine, grâce au desserrement urbain d'Épernay et à des prix de l'immobilier inférieur aux communes voisines (notamment viticoles). Entre 1968 et 2011, le nombre de logements double et la population augmente de 80 %.
En 2005, la commune entreprend la rénovation de la place Charles de Gaulle au centre du village et y créée un nouveau bâtiment accueillant un bar-supérette.

## Politique et administration

### Tendances politiques et résultats
L'électorat de la commune est historiquement marqué, comme aux niveaux départemental et régional, par une domination de la droite et du centre droit.
Au niveau présidentiel, Nicolas Sarkozy arrive en tête des deux tours en 2007 (29,24 % puis 60 %) et 2012 (26,54 % puis 54,27 %). En 2017, Marine Le Pen (FN) arrive en tête du premier tour (30,41 %) devant François Fillon (LR, à 22,24 %) et Emmanuel Macron (EM, à 21,43 %). Emmanuel Macron remporte le second tour face à Marine Le Pen, avec une marge réduite de 53,13 %. Cinq ans plus tard, Marine Le Pen devance de justesse Emmanuel Macron au second tour (50,53 % contre 49,47 %).
Cette progression de l'extrême droite au détriment de la droite se retrouve au niveau législatif et européen. Le député de centre droit Charles de Courson est ainsi facilement réélu en 2002, 2007, 2012, 2017 et 2022. En 2024 cependant, le député sortant fait égalité avec le candidat du Rassemblement national à Plivot et manque de peu d'être battu à l'échelle de la circonscription. Aux élections européennes de 2024, la liste du RN menée par Jordan Bardella réunit 48,87 % des suffrages (contre 30,24 % cinq ans plus tôt).
La droite résiste mieux à l'échelon local avec 63,59 % au second tour des élections départementales de 2021 ou 45,6 % (contre 31,09 % pour le RN) au second des élections régionales de la même année. La gauche ne tire son épingle du jeu que lors de rares élections locales où elle bénéficie de triangulaires, comme lors des élections cantonales de 2004 ou des élections régionales de 2010.

### Rattachements administratifs et électoraux

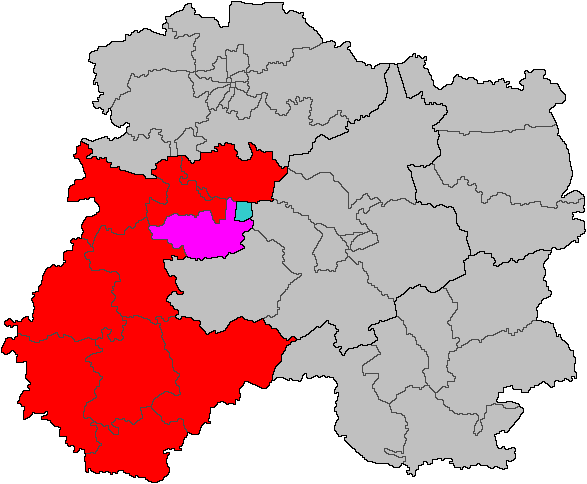
Localisation de Plivot (bleu) dans le canton d'Avize (mauve) et l'arrondissement d'Épernay (rouge), avant la réforme de 2014.

#### Rattachements administratifs
La commune se trouve dans l'arrondissement d'Épernay au sein du département de la Marne et de la région Grand Est.
Plivot a fait partie du canton d'Épernay jusqu'en 1801, puis du canton d'Avize à partir de cette date. Dans le cadre du redécoupage cantonal de 2014 en France, cette circonscription administrative territoriale a disparu, et le canton n'est plus qu'une circonscription électorale.

#### Rattachements électoraux
Pour les élections départementales, la commune fait partie depuis 2014 du canton d'Épernay-2.
Pour l'élection des députés, elle fait partie de la cinquième circonscription de la Marne.

### Intercommunalité
La commune adhère en 1972 au District urbain d'Épernay, créé six ans plus tôt. Le District urbain devient en 2001 la Communauté de communes Épernay Pays de Champagne (CCEPC), qui en 2011 regroupe 16 communes autour de la ville d'Épernay et près de 38 500 habitants. Si ses compétences étaient à l'origine liées à la gestion commune des services publics (de l'eau, des déchets, de la voirie, des transports etc.), son action s'est étendue au développement économique et à l'aménagement du territoire lors de sa transformation en communauté de communes.
Dans le cadre des dispositions de la loi portant nouvelle organisation territoriale de la République du 7 août 2015, qui prévoit que les établissements publics de coopération intercommunale (EPCI) à fiscalité propre doivent avoir un minimum de 15 000 habitants, la CCEPC a fusionné avec la communauté de communes de la Région de Vertus pour former, le 1er janvier 2017, la communauté d'agglomération Épernay, Coteaux et Plaine de Champagne, dont est désormais membre la commune. La communauté d'agglomération utilise le nom « Épernay Agglo Champagne ».
Plivot est par ailleurs membre d'un EPCI sans fiscalité propre, le syndicat mixte de démoustication en aval de Châlons-en-Champagne.

### Administration municipale
La mairie se situe au numéro 2 de la rue du Maréchal de Lattre de Tassigny, au centre du village.
Le nombre de Plivotiers étant compris entre 500 et 1500, les conseillers municipaux sont au nombre de 15.
| Période | Période | Identité            | Étiquette | Qualité |
| ------- | ------- | ------------------- | --------- | ------- |
| 1783    | 1784    | Jacques Bonnart     |           |         |
| 1784    | 1787    | Augustin Bonnart    |           |         |
| 1787    | 1788    | Augustin Gauché     |           |         |
| 1788    | 1789    | Paul-Nicolas Harlin |           |         |
| 1789    | 1790    | François Binon      |           |         |

| Période | Période                   | Identité                  | Étiquette | Qualité                  |
| ------- | ------------------------- | ------------------------- | --------- | ------------------------ |
| 1790    | 1791                      | Théodore Benoît Tausserat |           | Notable                  |
| 1791    | 1792                      | Hilaire Chaillot          |           | Notable                  |
| 1792    | 1797                      | Joseph Balourdet          |           | Propriétaire             |
| 1797    | 1802                      | Théodore Benoît Tausserat |           | Notable                  |
| 1802    | 1808                      | Joseph Balourdet          |           | Propriétaire             |
| 1808    | 1814                      | Remy Varnier              |           | laboureur                |
| 1814    | 1853                      | Nicolas Pageot            |           | propriétaire             |
| 1853    | 1869                      | Pierre-Alexis Trubert     |           | Cultivateur-agronome     |
| 1869    | 1874                      | Louis Frumence Varnier    |           | Cultivateur              |
| 1874    | 1888                      | Stanislas-Alexis Trubert  |           | Cultivateur              |
| 1888    | 1892                      | Augustin Laurent          |           | Cultivateur              |
| 1892    | 1908                      | Ernest Trubert            |           | Cultivateur              |
| 1908    | 1917                      | Jules Varnier             |           | Propriétaire-cultivateur |
| 1917    | 1920                      | Gaston Jardret            |           | Cultivateur              |
| 1920    |                           | Jules Trubert             |           | Cultivateur              |
| 1925    | 1929                      | René Boban                |           | Meunier                  |
| 1929    | 1945                      | Henri Trubert             |           | Propriétaire             |
| 1945    | 1959                      | René Vassel               |           | Propriétaire             |
| 1959    | 1971                      | André Saunier             |           | Cultivateur              |
| 1971    | 1977                      | Georges Faucheron         |           | Agent immobilier         |
| 1977    | 1983                      | Michel Bonnaire           |           | Cultivateur              |
| 1983    | 2008                      | Jean-Jacques Varnier      | UMP       | Cultivateur              |
| 2008    | 2020                      | Avart Alain               | Géomètre  |                          |
| 2020    | En cours (au 7 août 2025) | Gilles Varnier            |           | Cultivateur              |

### Jumelages
Au 1er janvier 2023, Plivot n'est jumelée avec aucune commune.

## Équipements et services publics

### Eau et déchets
L'approvisionnement en eau potable et l'assainissement des eaux usées sont des compétences de la communauté d'agglomération Épernay Agglo Champagne, gérées par le biais de son service « Régie Eau et Assainissement » depuis le 1er janvier 2022. La commune de Plivot est alimentée en eau potable par les captages de Bisseuil, dont l'eau est ensuite stockée dans le château d'eau entre Plivot et Oiry. L'assainissement collectif y est assuré par la Société d'Assainissement de l'Agglomération d'Épernay, qui gère la station d'épuration d'Épernay-Mardeuil dans le cadre d'une délégation de service public confiée à Suez de 2022 à 2030.
La communauté d'agglomération est également compétente en matière de déchets. La collecte des ordures ménagères résiduelles, des déchets recyclables et des biodéchets est réalisée en porte à porte, par mise à disposition de trois bacs distincts. La communauté d'agglomération adhèrant au syndicat de valorisation des ordures ménagères de la Marne (SYVALOM), ces déchets sont amenés au centre de transfert départemental de Pierry puis valorisés sur le site de La Veuve. La collecte du verre et des textiles se fait en apport volontaire. La communauté d'agglomération met par ailleurs trois déchèteries à disposition de ses habitants : à Magenta, Pierry et Voipreux.

### Espaces publics
Plivot est décorée de « deux fleurs » au concours des villes et villages fleuris. Parmi les espaces publics végétalisés de la commune, il est possible de mentionner le gué du Pré Salé, sur la rivière Les Tarnauds, et l'aire de jeu de la rue d'Ettlingen.
Au sud de l'aérodrome, se trouve une aire de grands passages à destination des gens du voyage. D'une superficie de 2,34 hectares et d'une capacité de 80 à 100 caravanes, cette aire est gérée par la communauté d'agglomération,. Elle a été rénovée en 2022. Cette aire n'a vocation qu'à accueillir des rassemblements évangéliques, entre mai et août, et n'accueille pas les gens du voyage au moment des vendanges.

### Enseignement
En réaction à l'influence protestante, la Contre-Réforme héritière de la pensée du concile de Trente (achevé en 1565) pousse Charles de Lorraine, archevêque de Reims, à s'impliquer dans l'instruction des enfants des paroisses de son diocèse. C'est ainsi qu’apparaît le 10 avril 1659 (début de transcription des actes civiles dans un registre local) Thomas Vrielle, maître d'école, sous l'autorité du curé de Plivot. Un prêtre dont l'influence sera encore grande sur la nomination des instituteurs et institutrices et sur le contenu des cours donnés aux enfants jusqu'à la fin du XVIIIe siècle.
Plivot est aujourd'hui située dans l'académie de Reims. La commune dispose d'une école primaire, regroupant maternelle et élémentaire, installée rue Jean Moulin et accueillant 60 élèves (chiffres 2024-2025). Les enfants de Plivot sont ensuite rattachés au collège Antoine de Saint-Exupéry d'Avize et au lycée Stéphane-Hessel d'Épernay.

### Santé
Les établissements hospitaliers les plus proches sont le Centre hospitalier Auban-Moët et la Polyclinique Saint-Vincent, tous deux situés à Épernay. On y trouve aussi une maison de soin Sainte-Marthe, un centre médico-psycho-pédagogique (CMPP) et un centre d'action médico-sociale précoce, notamment.

### Postes et télécommunications
Une boîte aux lettres de La Poste se trouve sur le territoire de la commune, rue du Maréchal de Lattre de Tassigny.
Le bureau de poste le plus proche est l'agence postale communale d'Oiry. Plivot partage toutefois son code postal (51150) avec le bureau de poste de Tours-sur-Marne, à environ 5 km.

### Justice, sécurité et secours
Du point de vue judiciaire, Plivot relève du conseil de prud'hommes d'Épernay, du tribunal de commerce de Reims, du tribunal de proximité, du tribunal judiciaire, du tribunal paritaire des baux ruraux et du tribunal pour enfants de Châlons-en-Champagne, dans le ressort de la cour d'appel de Reims. Pour le contentieux administratif, la commune dépend du tribunal administratif de Châlons-en-Champagne et de la cour administrative d'appel de Nancy.
Plivot est située en secteur Gendarmerie nationale et dépend de la brigade d'Avize.
En matière d'incendie et de secours, les casernes les plus proches sont celles d'Épernay et Tours-sur-Marne, rattachées au Service départemental d'incendie et de secours (SDIS) de la Marne.

## Population et société

### Démographie

#### Évolution démographique
En 1664, Plivot comptait 100 feux (350 habitants) et 92 en 1672 (213 communiants). En 1686, on dénombrait 220 communiants. En 1700, il y avait 271 plivotiers ; en 1774, on en comptait 390 (110 feux), puis 426 en 1783.
L'exode rural a débuté à Plivot dans les années 1840, à la suite de la révolution industrielle. Ce mouvement de population vers les agglomérations sparnacienne et châlonnaise perdura jusqu'aux années 1930. Depuis, l'accroissement naturel a permis l'augmentation du nombre de Plivotiers. Cette tendance démographique à la hausse s'est accélérée à partir des années 1970, notamment grâce au phénomène de périurbanisation. Ainsi, entre 1968 et 2013, la population a augmenté de 82 %. Depuis 2013, la population de Plivot a tendance à stagner.
L'évolution du nombre d'habitants est connue à travers les recensements de la population effectués dans la commune depuis 1793. Pour les communes de moins de 10 000 habitants, une enquête de recensement portant sur toute la population est réalisée tous les cinq ans, les populations de référence des années intermédiaires étant quant à elles estimées par interpolation ou extrapolation. Pour la commune, le premier recensement exhaustif entrant dans le cadre du nouveau dispositif a été réalisé en 2008.

En 2022, la commune comptait 751 habitants, en évolution de −0,27 % par rapport à 2016 (Marne : −1,19 %, France hors Mayotte : +2,11 %).
| 1793 | 1800 | 1806 | 1821 | 1831 | 1836 | 1841 | 1846 | 1851 |
| ---- | ---- | ---- | ---- | ---- | ---- | ---- | ---- | ---- |
| 446  | 473  | 484  | 447  | 481  | 526  | 557  | 525  | 515  |

| 1856 | 1861 | 1866 | 1872 | 1876 | 1881 | 1886 | 1891 | 1896 |
| ---- | ---- | ---- | ---- | ---- | ---- | ---- | ---- | ---- |
| 539  | 528  | 525  | 495  | 469  | 493  | 457  | 437  | 420  |

| 1901 | 1906 | 1911 | 1921 | 1926 | 1931 | 1936 | 1946 | 1954 |
| ---- | ---- | ---- | ---- | ---- | ---- | ---- | ---- | ---- |
| 380  | 393  | 382  | 385  | 383  | 319  | 343  | 386  | 392  |

| 1962 | 1968 | 1975 | 1982 | 1990 | 1999 | 2006 | 2008 | 2013 |
| ---- | ---- | ---- | ---- | ---- | ---- | ---- | ---- | ---- |
| 408  | 414  | 436  | 467  | 518  | 634  | 718  | 742  | 753  |

| 2018 | 2022 | - | - | - | - | - | - | - |
| ---- | ---- | - | - | - | - | - | - | - |
| 744  | 751  | - | - | - | - | - | - | - |

#### Structure de la population
En 2022, la commune compte 367 hommes pour 384 femmes, soit un taux de 51,1 % de femmes proche du taux départemental (51,8 %).
Depuis les années 2000, Plivot connaît un vieillissement de sa population. En 2022, les moins de 20 ans représentent 22,8 % de la population contre 23,6 % à l'échelle du département de la Marne. Au contraire, les 65 ans et plus représentent 17,7 % des Plivotiers contre 20,7 % à l'échelle départementale,. Plivot se démarque notamment par une forte sur-représentation des 45-59 ans.
Les pyramides des âges de la commune et du département s'établissent comme suit.
| Hommes | Classe d’âge | Femmes |
| ------ | ------------ | ------ |
| 0,3    | 90 ou +      | 0,5    |
| 5,9    | 75-89 ans    | 8,2    |
| 19,9   | 60-74 ans    | 17,4   |
| 27,5   | 45-59 ans    | 28,8   |
| 13,8   | 30-44 ans    | 15,2   |
| 14,6   | 15-29 ans    | 16,2   |
| 18,1   | 0-14 ans     | 13,7   |

| Hommes | Classe d’âge | Femmes |
| ------ | ------------ | ------ |
| 0,6    | 90 ou +      | 1,8    |
| 6,5    | 75-89 ans    | 9,2    |
| 16,5   | 60-74 ans    | 17,8   |
| 19,7   | 45-59 ans    | 19,1   |
| 18,6   | 30-44 ans    | 17,5   |
| 19,9   | 15-29 ans    | 18,2   |
| 18,2   | 0-14 ans     | 16,6   |

### Sports et loisirs
Grâce à la présence de l'aérodrome, on peut pratiquer à Plivot plusieurs sports liés à l'aviation de loisirs tels le kite, le parachutisme et l'ULM, entre autres.
La commune possède un gymnase, un terrain de basket et un court de tennis. Des clubs de basket-ball (« ASP Basket »), de tennis (« ASP Tennis ») et de tennis de table (« ASP Ping-pong ») sont présents sur le territoire de la commune et profitent de ses équipements.

### Manifestations et vie associative
Le tissu associatif est relativement bien développé. On dénombre pas moins de 15 associations parmi lesquelles une société de chasse, une société de pêche, un aéro-club et un regroupement d'anciens combattants. Durant la saison 2009-2010, l'association les « amis de l'école » a organisé un loto, tout comme le bar du village. L'« ASP Ping-pong » et les « Familles rurales Plivot/Oiry » ont également préparé plusieurs soirées.
La brocante qui a lieu chaque année le premier dimanche de mai dans la rue principale du village, début mai, est organisée par l'« Amicale des Sapeurs-pompiers ». La fête patronale se tient le troisième week-end ce même mois. L'aéro-club ouvre chaque année ses portes, avec un succès plutôt important.

### Cultes
Pour le culte catholique, Plivot dépend de la paroisse Saint Ephrem de la Berle aux Tarnauds au sein du diocèse de Châlons-en-Champagne.

### Médias
La presse écrite régionale comprend le quotidien L'Union et l'hebdomadaire L'Hebdo du vendredi.
Parmi les stations de radio locales, il est possible de citer Ici Champagne-Ardenne et Champagne FM.

## Économie

### Revenus de la population et fiscalité
En 2021, la commune compte 315 ménages fiscaux, regroupant 871 personnes.
Le revenu disponible par unité de consommation est alors de 26 120 €, supérieur à celui de la communauté d'agglomération d'Épernay (23 370 €), du département de la Marne (22 830 €) et de la France métropolitaine (23 080 €). Pour des raisons de secret statistique, le taux de pauvreté à Plivot n'est pas communiqué par l'Insee.
En matière de fiscalité locale des particuliers, les taux globaux appliqués à Plivot en 2024 sont de 55,31 % pour la taxe foncière sur les propriétés bâties (contre 38,33 % à l'échelle départementale), 43,01 % pour la taxe foncière sur les propriétés non bâties (contre 37,65 %), 36,64 % pour la taxe d'habitation sur les résidences secondaires et les logements vacants (contre 24,16 %) et 9,38 % pour la taxe d'enlèvement des ordures ménagères (contre 10,88 %).

### Emploi et entreprises

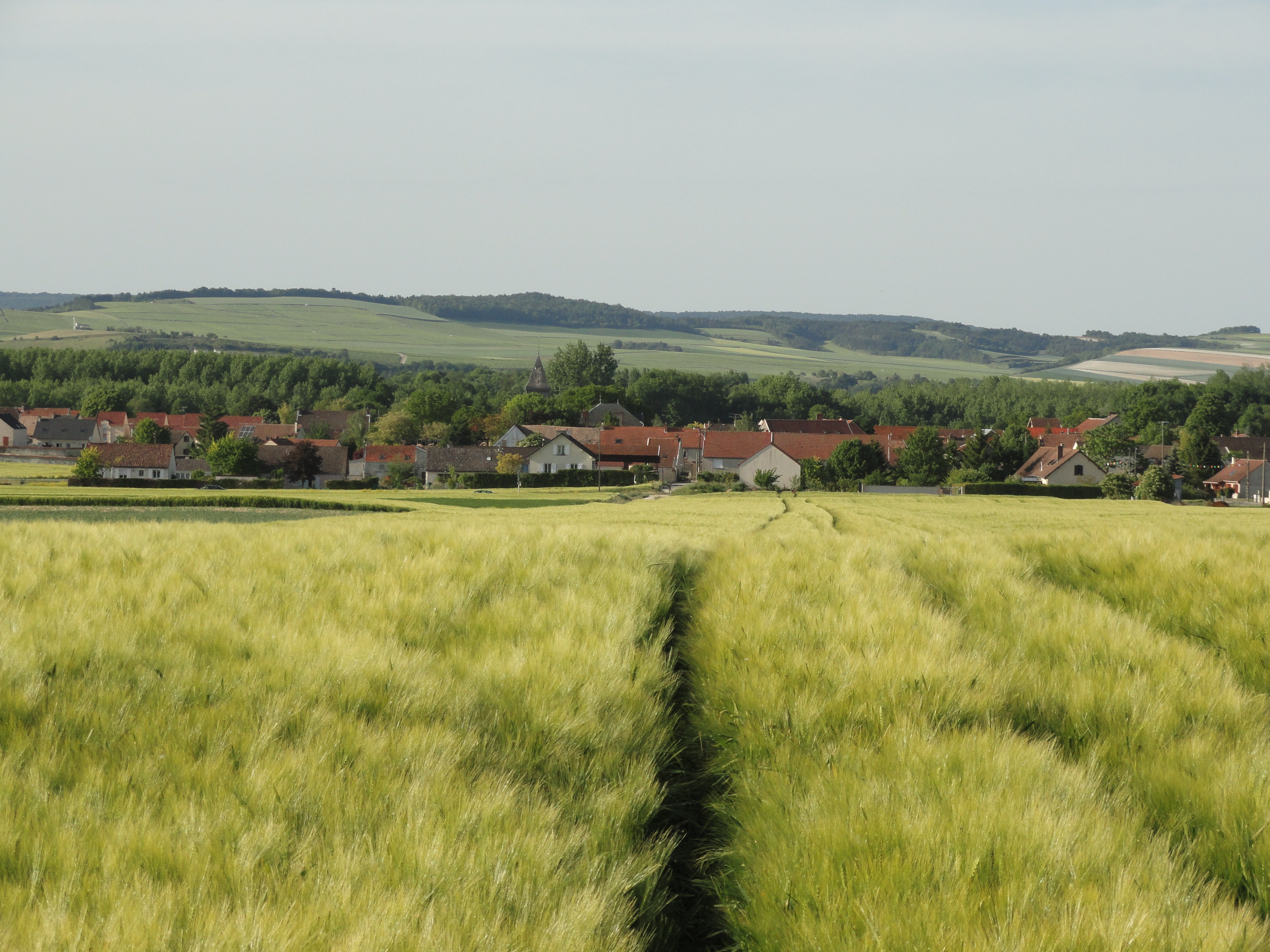
Le village vu depuis les champs.

Plivot appartient à la zone d'emploi d'Épernay.
En 2022, le taux d'activité des 15-64 ans est de 77,6 %, semblable à celui de la communauté d'agglomération (77,9 %) et supérieur à celui du département (74,6 %) et de la France métropolitaine (75,3 %). Pour cette même catégorie de population, le taux de chômage est de 4,6 % contre 11 % pour la communauté d'agglomération, 11,8 % pour la Marne et 11,3 % pour la France métropolitaine.
En 2022, Plivot compte 66 emplois (contre 90 en 2016), dont 56,4 % de salariés et 43,6 % de non-salariés. Avec 373 actifs y résidant, la commune a alors un indicateur de concentration d'emploi de 17,8. Dans les faits, seuls 9,3 % des actifs résidant à Plivot y travaillent tandis que 90,7 % travaillent dans une autre commune. Selon les chiffres de 2006, environ un quart des actifs travaillent en effet à Épernay et près de la moitié dans une autre commune de la communauté d'agglomération.
Fin 2023, la commune compte 17 établissements employeurs. Parmi ceux-ci, 41,2 % opèrent dans l'agriculture, 35,3 % dans le commerce, les transports et les services divers, 11,8 % dans la construction et 11,8 % dans les administrations, l'enseignement, la santé et l'action sociale. Quant au nombre de salariés, les secteurs dominants sont le commerce, les transports et les services divers (57,4 %), puis l'agriculture (16,7 %) à égalité avec les administrations, l'enseignement, la santé et l'action sociale (16,7 %) et enfin la construction (9,3 %).

### Secteur agricole
L'agriculture a toujours été un pilier de l'économie plivotière. Elle reposait jusqu'aux années 1970 essentiellement sur l'élevage. Depuis cette décennie, les grandes exploitations – céréalières principalement – ont peu à peu remplacé les anciens pâturages. Cependant, la commune connait également un déclin de l'activité agricole : le nombre d'exploitations agricoles est ainsi passé de 27 en 1988 à 18 en 2000. Par ailleurs, les grandes cultures qui représentaient environ la moitié des exploitations en 1988 – à égalité avec la culture des légumes – s'imposent en 2000 sur plus de 70 % d'entre elles. La superficie agricole représente en 2010 environ 930 hectares, soit 74 % du territoire communal.
Plivot appartient à la région agricole de la vallée de la Marne. En 2020, la commune compte 18 exploitations agricoles, pour une surface agricole utilisée de 1 117 hectares et 21 emplois à temps plein. Selon l'Agreste, sa production agricole est spécialisée dans la polyculture. Le rapport de présentation du plan local d’urbanisme de la commune cite deux secteurs agricoles d’importance : la culture céréalière et la viticulture (en raison de la proximité du vignoble de Champagne) .

## Culture locale et patrimoine

### Patrimoine religieux

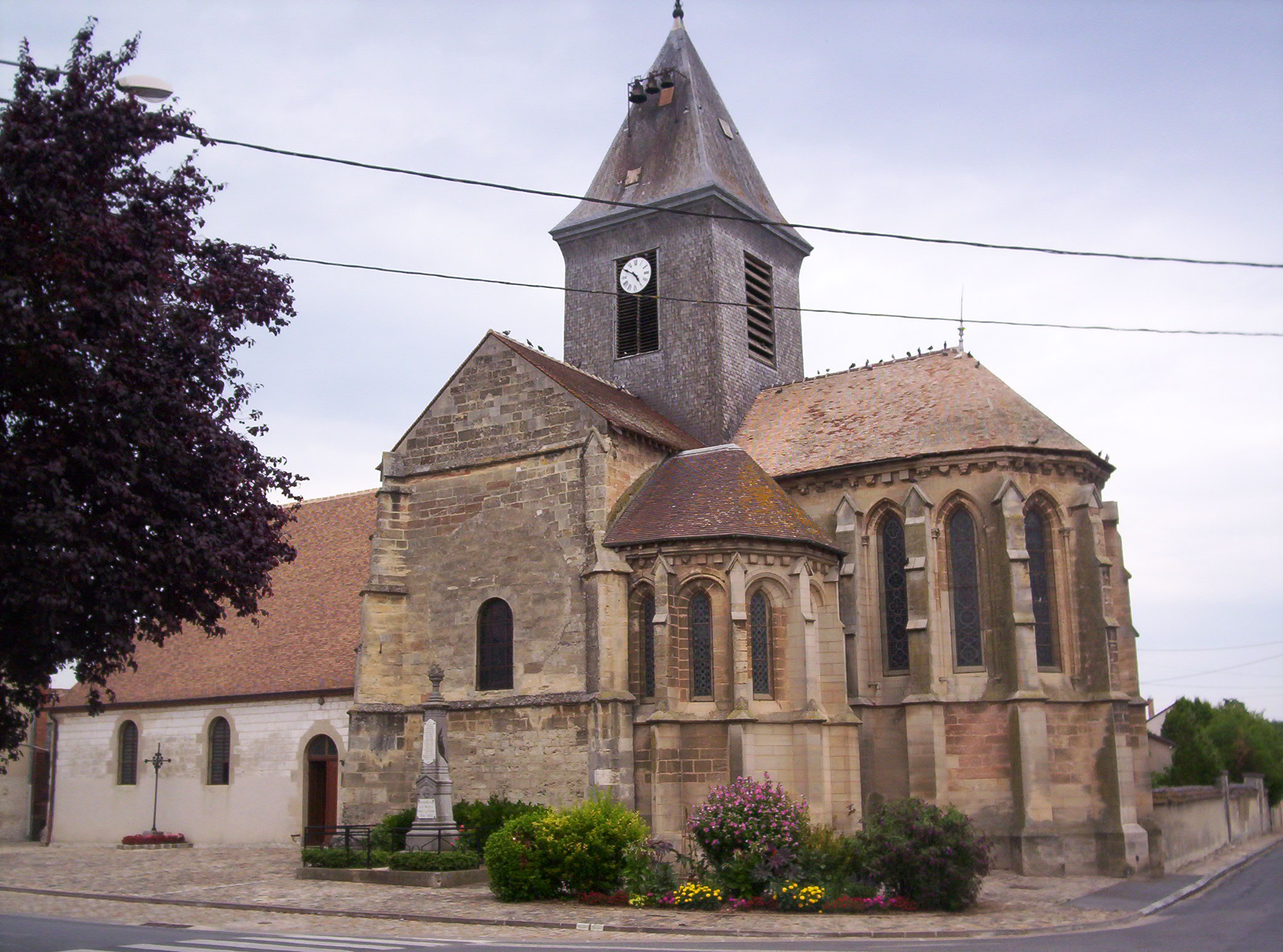
L'église Saint-Quentin.

L'église Saint-Quentin, de culte catholique romain, est située au centre du village. La première attestation du nom de Saint Quentin date de 1312. L'église a été construite au XIe siècle puis restaurée au XIIIe siècle, notamment par l'ajout de chapelles de style gothique. Son beffroi fut fortement endommagé lors d'un incendie en 1750 et rebâti sous sa forme actuelle au début du XIXe siècle,. L'édifice, propriété de la commune, est partiellement classé monument historique depuis 1911 (le chœur et le transept).
Son autel de bois et de marbre, datant du XVIIe siècle, ainsi que son tabernacle en bois sculpté et doré du XVIIIe siècle sont classés en tant qu'objet sur la liste des monuments historiques, de même que la partie instrumentale de l'orgue de l'église, daté de 1828 et attribué à Jean-Baptiste Salmon,.
L'église Saint-Quentin renferme également plusieurs objets inscrits sur la liste des monuments historiques : la pierre de fondation de Remy Péricart (mort en 1683), l'autel et le retable en bois ciré de la chapelle du collatéral nord du XVIIIe siècle, une poutre de gloire en fer forgé du début du XVIIIe siècle, une statue en bois du Christ en croix du XVIIIe siècle ainsi que plusieurs tableaux des XVIIe et XVIIIe siècles représentant le Sacrifice d'Abraham, la Crucifixion, l'Assomption et Saint Michel terrassant le dragon.

### Patrimoine civil
La mairie et l'ancienne école — construits à la fin du XIXIe siècle — se distinguent du reste du patrimoine bâti local par une inversion des couleurs : les façades sont en brique rouge et les encadrements en pierre de taille.
Autre élément marquant du patrimoine bâti de la commune, le manoir situé rue Jean Mermoz. Il reprend une architecture peu commune dans cette partie du territoire avec une façade en pierre meulière et des linteaux en brique rouge et en pierre de taille blanche. Sa façade présente également une lucarne avec une charpente en bois apparente, soutenant une toiture en ardoise.
La commune dispose de trois monuments aux morts. Un premier devant l'église Saint-Quentin où il est inscrit « HONNEUR AUX MORTS POUR LA PATRIE ». Une plaque commémorative est également installée à l'intérieur de l'église sur laquelle on peut lire : « LA PAROISSE DE PLIVOT - A SES GLORIEUX MORTS ». Un troisième monument, sous la forme d'une croix en granit, se dresse à la jonction de la rue du Maréchal de Lattre de Tassigny et de la rue du Château d'eau. On y trouve l'inscription suivante : « CALVAIRE DE LA RECONNAISSANCE ET DU SOUVENIR ÉRIGÉ LE 10/06/1945 PAR LA POPULATION DE PLIVOT EN TÉMOIGNAGE DE GRATITUDE POUR SON HEUREUSE LIBÉRATION LE 28/08/1944 ET EN SOUVENIR DE SES VICTIMES DE LA GUERRE 1939-1945 ».

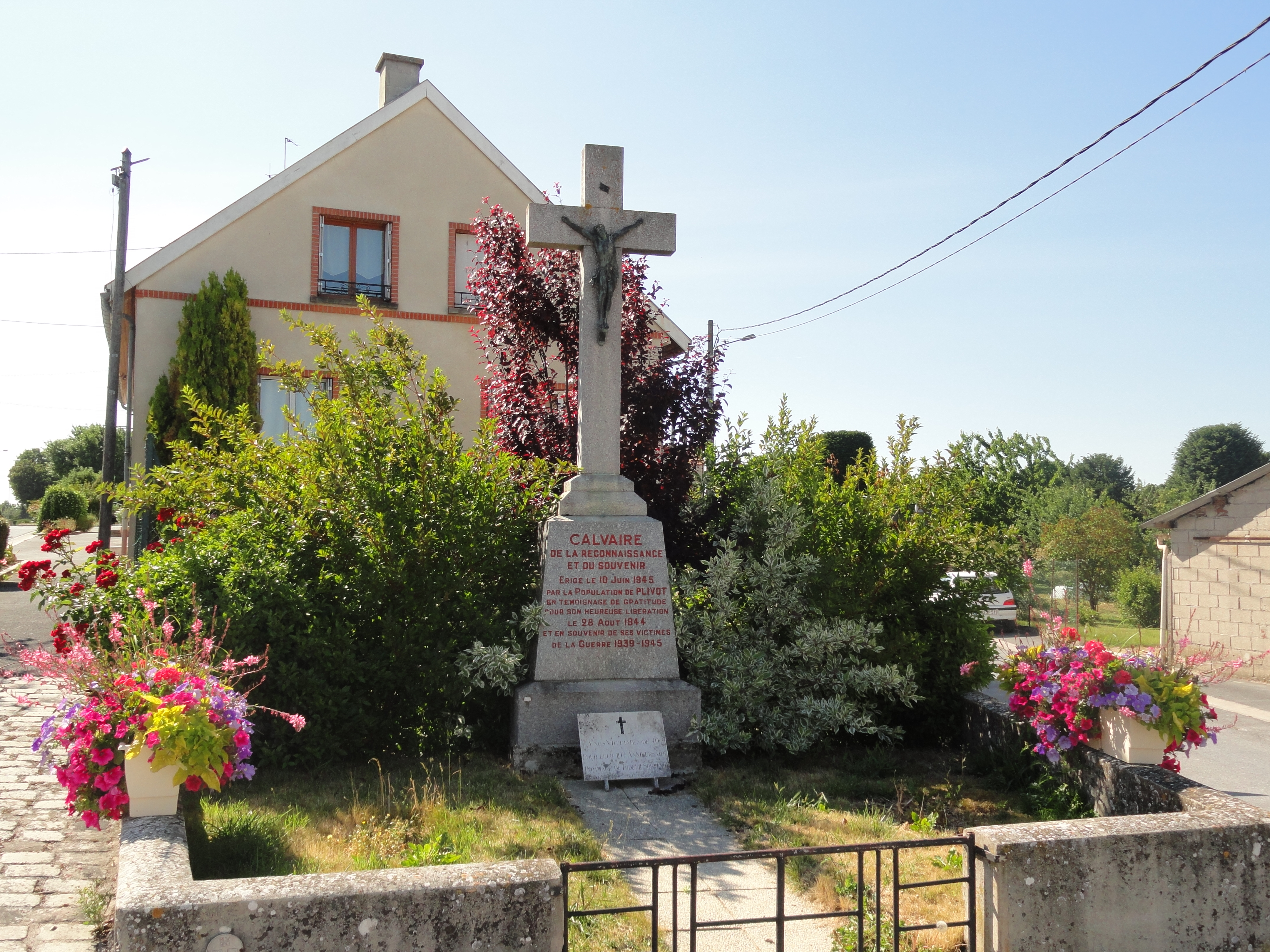
Au croisement rue du Mal de Lattre et rue du Château-d'Eau.
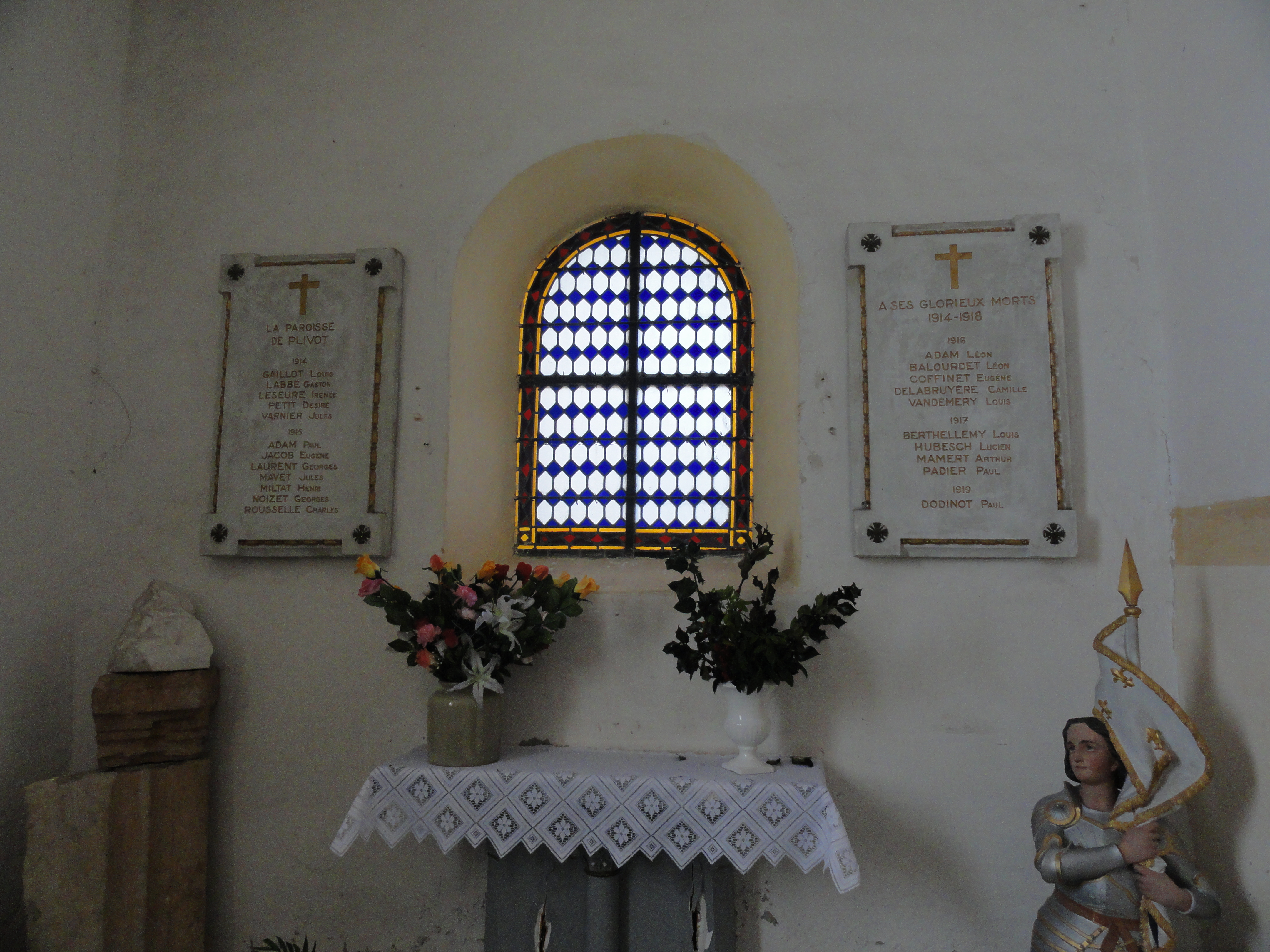
À l'intérieur de l'église Saint-Quentin.
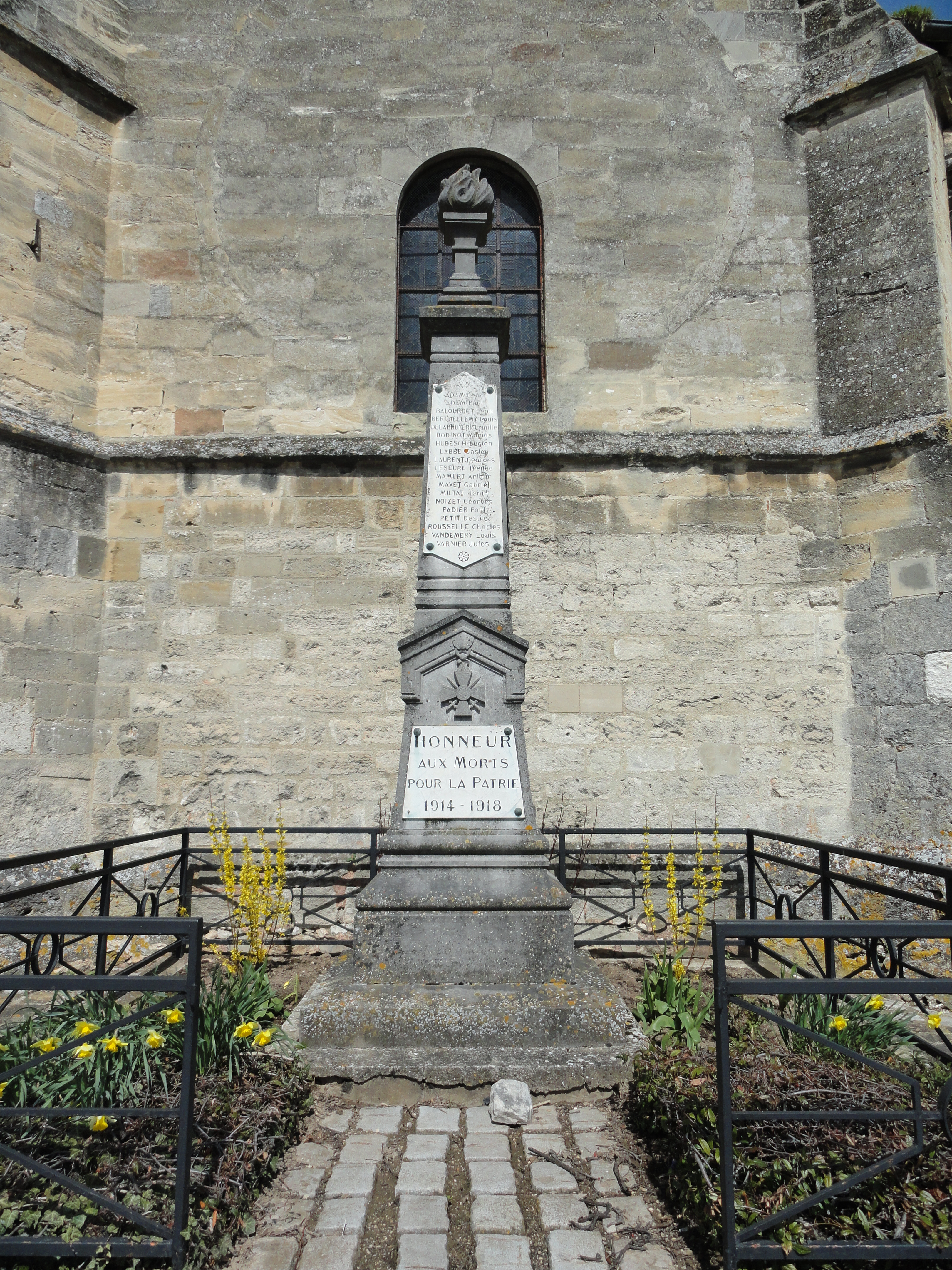
Devant l'église Saint-Quentin.

### Gué du Pré Salé
Le gué du Pré Salé se situe au bord de la rivière Les Tarnauds. À la suite de la tempête de 1999 et de la reconstruction du pont, originellement édifié en 1840, un marais naturel a été aménagé en lieu de promenade. Inauguré en 2005, on y trouve des plateformes et des pontons en bois, qui permettent d'accéder des rives jusqu'au milieu de la poche d'eau des Tarnauds. Cette zone de marais accueille de nombreux végétaux, comme le nénuphar ou l'iris des marais, dont la présence est liée à l'humidité. Le site est un ancien gué, où les vaches s'abreuvaient et franchissaient la rivière. Le terme Pré Salé provient d'un lieu-dit à proximité. En 2009, le site obtient le « prix du paysage », qui est décerné par le comité départemental du tourisme à un « projet paysager exemplaire ».
Deux chemins de randonnée partent du gué du Pré Salé. Le premier, la « boucle de Plivot », longe les Tarnauds et une peupleraie avant de rejoindre les champs en traversant une passerelle aménagée ; la boucle est longue de 2,6 km. Le second est le « chemin des Tarnauds », il suit le même tracé que le précédent jusqu'au château d'eau, entre Oiry et Plivot, où il part en direction des communes de Oiry, Chouilly et Épernay. Il parcourt au total 9,3 km.

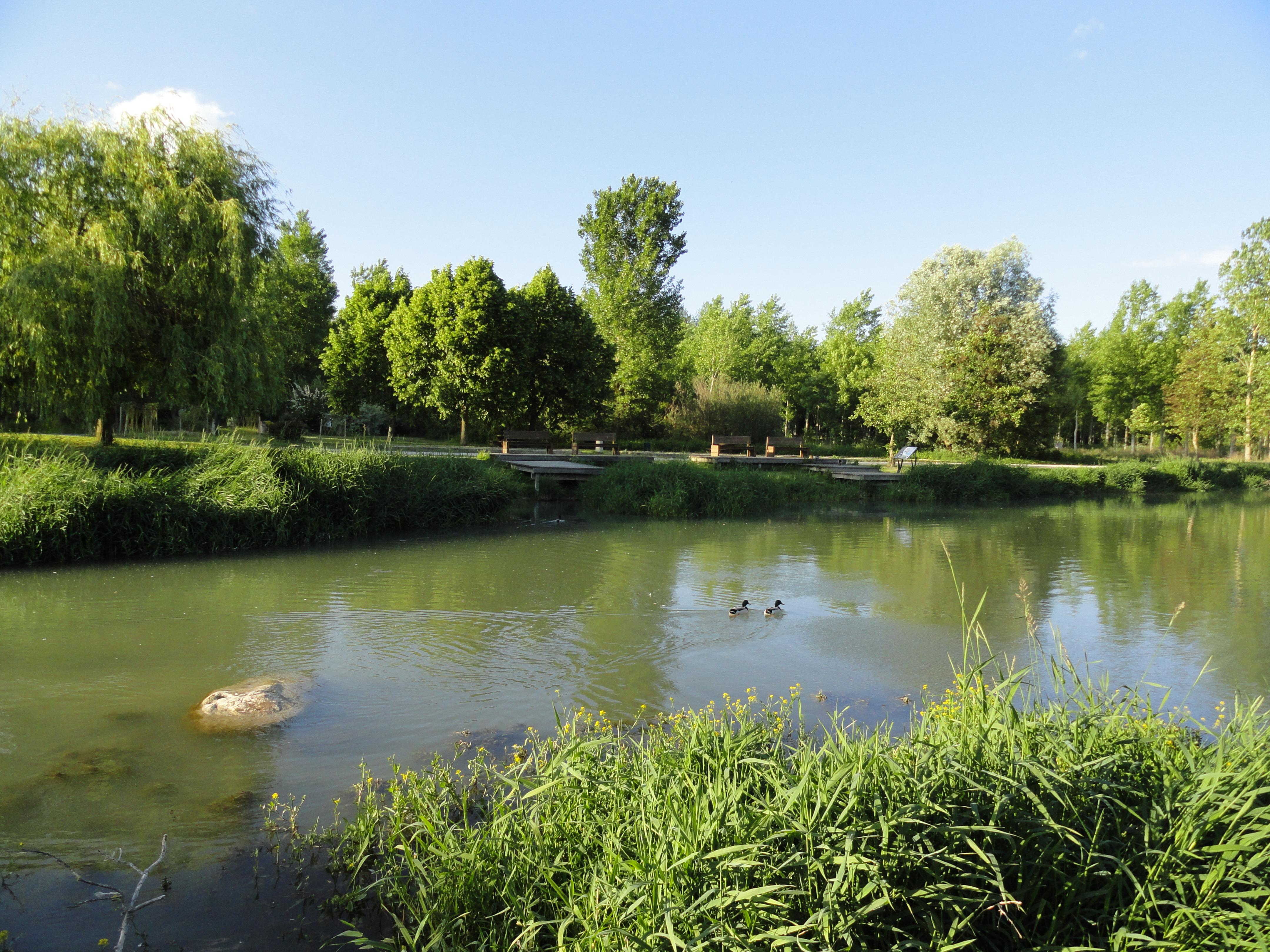
Bancs et pontons de bois.
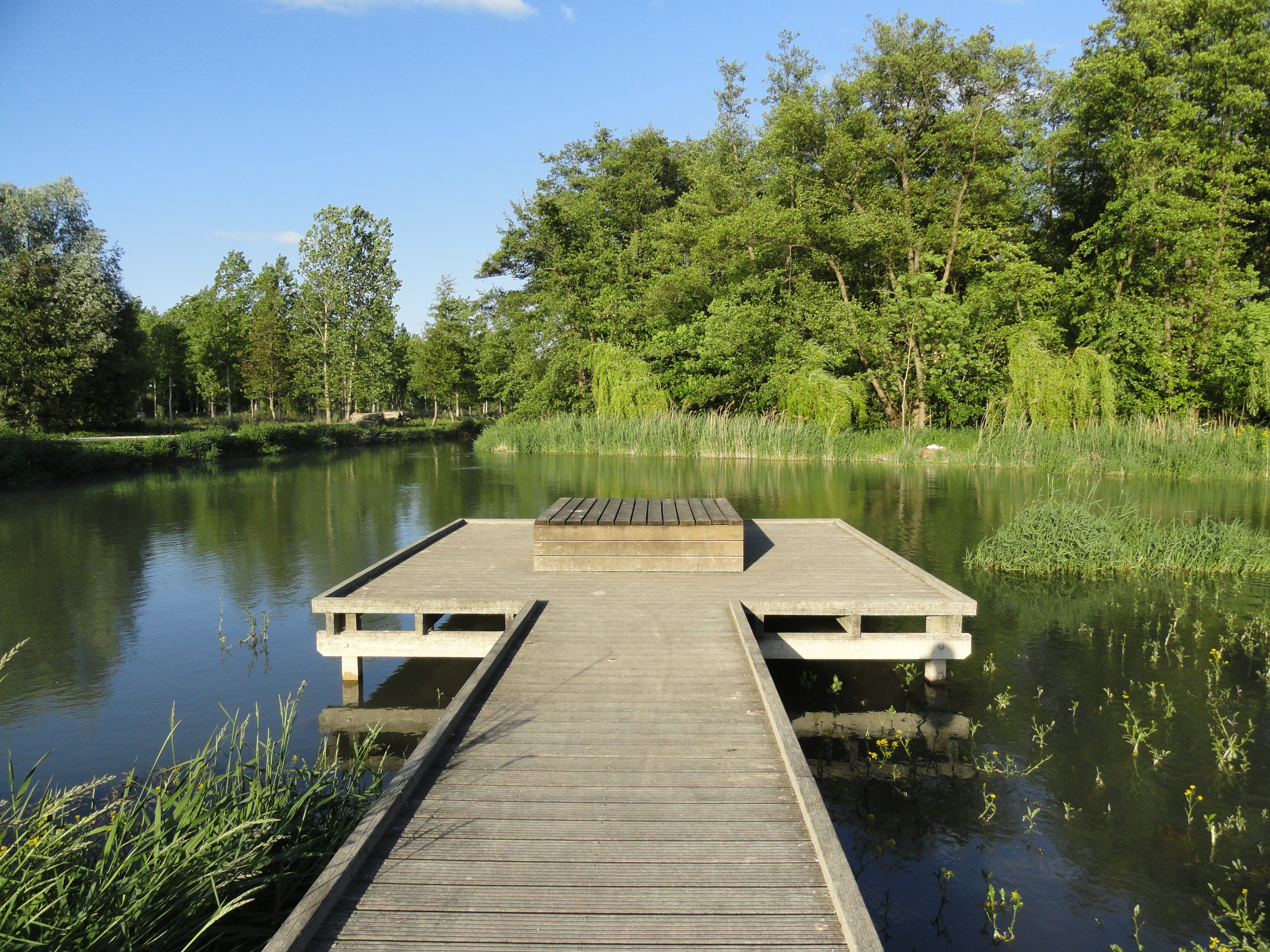
Ponton au centre du Gué.
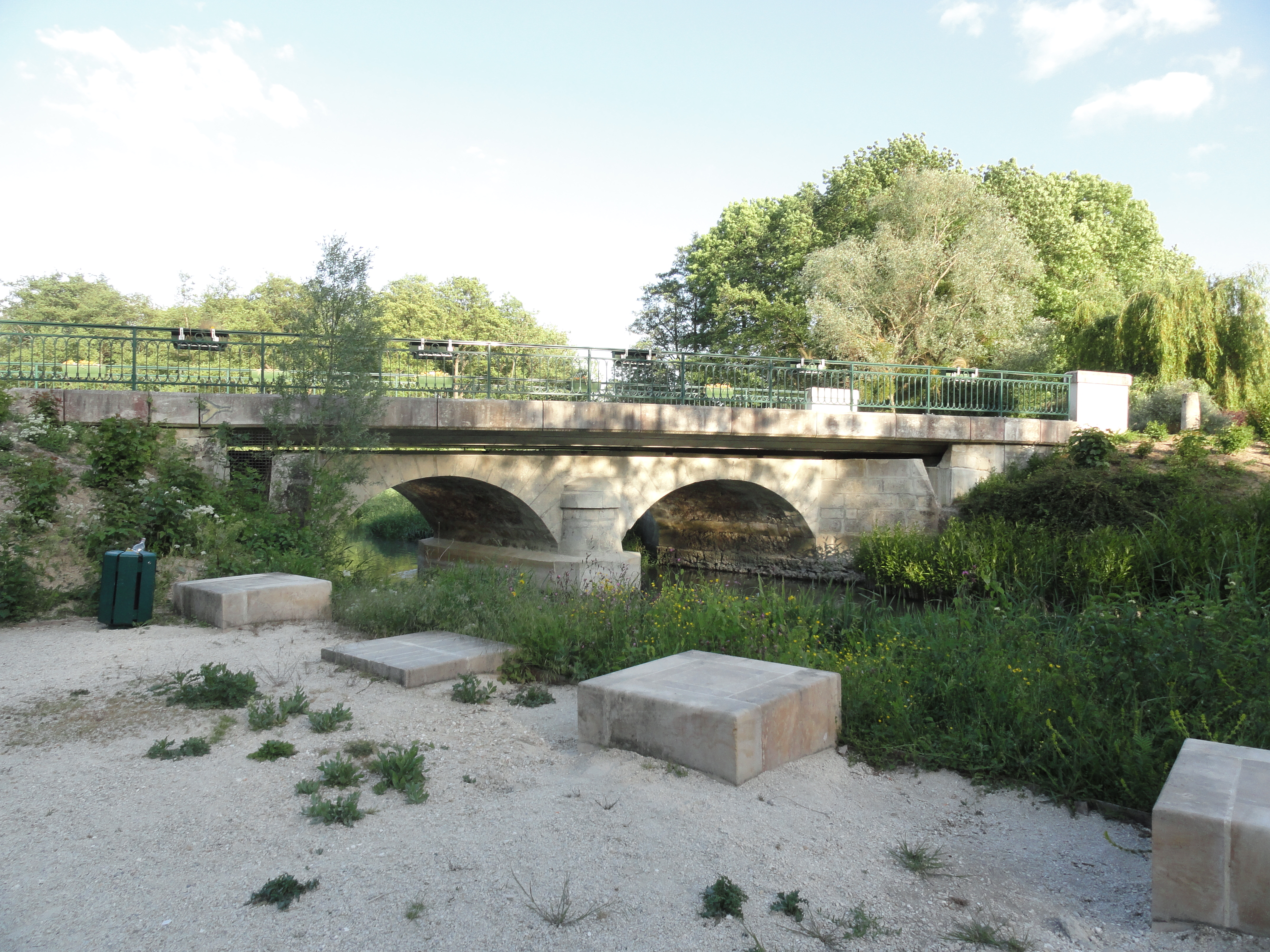
Le pont de 1840.

### Personnalités liées à la commune
Sarah Michelle est une chanteuse originaire de Plivot.

### Héraldique
| Armes de Plivot | Les armes de Plivot se blasonnent ainsi : parti : au premier de sinople à la gerbe de blé d'or, au second d'azur semé de fleurs de lys d'or à la croix d'argent brochant sur le tout. |

## Compléments